# NGC 2322
NGC 2322 è una galassia a spirale barrata situata nella costellazione della Lince, a una distanza di circa 308 milioni di anni luce dalla nostra Via Lattea.

## Scoperta
La galassia è stata scoperta il 28 dicembre 1790 dall'astronomo britannico di origine tedesca William Herschel.

## Descrizione
NGC 2322 ha una classe di luminosità I.
Nella stessa regione di cielo si trovano anche le galassie NGC 2315, NGC 2320, NGC 2321 e NGC 2326.